# La Quar
La Quar (pron. local [la kort]) és un municipi de la comarca del Berguedà. Centre històric de l'antiga baronia de la Portella. El seu nucli és Santa Maria de la Quar, al peu de la mola rocosa on es troba el santuari de la Quar, si bé les dependències de l'ajuntament es troben a Sant Maurici de la Quar. En el seu terme municipal es troba el monestir romànic de la Portella.
El terme municipal, de 37,89 km², confronta amb Borredà, Vilada, Cercs, Olvan i Sagàs, i està en contacte amb Lluçà (Lluçanès).

## Etimologia
Segons Joan Coromines, la pronúncia tradicional d'aquest nom és [lə'kɔɾ], i la pronúncia de [lə'kwaɾ] és fruit de la hipercorrecció: com que, en aquesta zona, pronúncies del tipus [gɔɾ'da] per guardar són força esteses, algú devia suposar que la Cor no era més que una pronúncia "a la pagesa" de la Quar. Per aquesta raó, La Quar es va establir com a nom oficial.
Pel que fa a l'origen del nom, Coromines proposa un ètim bascoide, lak-gorri, o 'roca roja', referit a la mola on es troba el Santuari de La Quar.

## Geografia
- Llista de topònims de la Quar (Orografia: muntanyes, serres, collades, indrets..; hidrografia: rius, fonts...; edificis: cases, masies, esglésies, etc).

## Demografia
| 1497 f | 1515 f | 1553 f | 1717 | 1787 | 1857 | 1877 | 1887 | 1900 | 1910 |
| ------ | ------ | ------ | ---- | ---- | ---- | ---- | ---- | ---- | ---- |
| 6      | -      | -      | 186  | 256  | 578  | 398  | 319  | 281  | 279  |

| 1920 | 1930 | 1940 | 1950 | 1960 | 1970 | 1981 | 1990 | 1992 | 1994 |
| ---- | ---- | ---- | ---- | ---- | ---- | ---- | ---- | ---- | ---- |
| 292  | 244  | 207  | 200  | 142  | 77   | 43   | 36   | 44   | 44   |

| 1996 | 1998 | 2000 | 2002 | 2004 | 2006 | 2008 | 2010 | 2012 | 2014 |
| ---- | ---- | ---- | ---- | ---- | ---- | ---- | ---- | ---- | ---- |
| 56   | 60   | 79   | 78   | 73   | 61   | -    | 59   | 62   | 57   |

| 2016 | 2018 | 2020 | 2022 | 2024 | 2026 | 2028 | 2030 | 2032 | 2034 |
| ---- | ---- | ---- | ---- | ---- | ---- | ---- | ---- | ---- | ---- |
| 54   | 60   | 49   | 47   | 42   | -    | -    | -    | -    | -    |

La població ha estat sempre relativament escassa: el 1370, ja superada la pesta negra tenia 11 famílies i al segle xviii no arribava als 200 h. Després de la xifra màxima assolida el 1857 (578 h), la població començà a davallar. Al llarg del segle xx aquest municipi ha patit un despoblament crònic: 279 h el 1910; 142 h el 1960; 30 h el 1985; 43 el 1991 i 61 el 2006.
Les causes d'aquesta situació de despoblament progressiu són la manca de serveis de la població, ja que bona part dels masos no tenen llum elèctrica ni telèfon, i els serveis sanitaris i educatius es troben en alguns casos bastant llunyans (més de 20 km. de distància). Santa Maria de la Quar, al peu de la mola rocosa on es troba el santuari de la Quar, ha estat considerada tradicionalment cap de terme, si bé les dependències de l'ajuntament es troben a Sant Maurici de la Quar.